# Kotekan
Kotekan es un estilo de interpretación de partes rápidas entrelazadas que se da en la mayoría de variedades de la música de gamelan balinesa, entre las que se encuentran el gamelan gong kebyar, el gamelan angklung, el gamelan jegog y otras. En el kotekan hay dos partes independientes llamadas polos y sangish cada una de las cuales completa las lagunas de la otra para formar una textura rítmica completa. En el gamelan gong kebyar el kotekan se toca generalmente en una afinación más aguda en gangsa y reyong a modo de adorno a la melodía principal denominada pokok, que es interpretada en el calung y ugal. 
 Nota: En la transliteración del balinés utilizada aquí, la letra "c" representa un sonido similar al de la letra "ch".

## Tipos

### Nyog cag
Nyog cag es una alternancia directa entre polos y sangish, en la que cada parte toca exclusivamente una nueva nota de una escala musical o de cualquier otra configuración melódica. Aunque estructuralmente es la forma más sencilla de kotekan, el nyog cag puede ser difícil de interpretar con precisión porque se utiliza un tempo especialmente rápido.

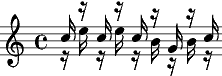
Figura 1. Nyog cag: las notas con las plicas hacia arriba conforman la parte llamada polos y las notas con las plicas hacia abajo conforman la parte llamada sangish. Todas las alturas son aproximadas.

### Nyok cok
Nyok cok es una ornamentación de la melodía pokok en la que las partes polos y sangish anticipan la siguiente altura de la melodía pokok al unísono y a continuación cada una toca uno de sus tonos o alturas vecinas.

### Kotekan telu
En el kotekan telu el polos y el sangish comparten un conjunto de tres alturas (telu significa "tres" en balinés). Una de las partes toca los tonos bajos y medios, mientras la otra parte se encarga de los tonos medios y altos. Los tonos medios siempre son interpretadas al unísono por ambas partes, salvo que el kotekan telu sea interpretado por el reyong, ya que los dos o cuatro intérpretes comparten el mismo conjunto de instrumentos. 

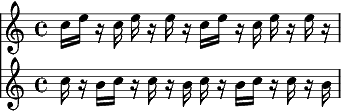
Figura 2. Kotekan telu: el pentagrama inferior es el polos y el superior es el sangish.

### Kotekan empat
El kotekan empat es similar al kotekan telu, con la particularidad que en este caso se comparten cuatro alturas musicales (empat significa "cuatro" en balinés). Una parte toca los dos tonos inferiores y la otra toca los dos superiores, en este caso no se comparten tonos. Por lo general, los tonos más graves así como los más agudos se tocan simultáneamente y el intervalo musical que constituyen varía dependiendo de dónde caen las notas en la escala y de la afinación del conjunto.

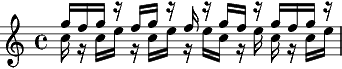
Figura 3. Kotekan empat: las notas con las plicas hacia abajo son el polos y las notas con las plicas hacia arriba son el sangish.

## Teoría musical
Los kotekan se suelen componer mediante la elaboración de la melodía pokok. Las subdivisiones del kotekan compuesto normalmente se tocan cuatro u ocho veces más rápido que el pokok. Puesto que los patrones rítmicos kotekan están formados por tres notas (telu) o bien por tres sonidos (el kotekan empat cuenta con dos tonos solistas más el intervalo abierto), los patrones simples no se repiten cada cuatro u ocho notas. Esto puede ser ilustrado en el siguiente ejemplo:
```
Kotekan 1 2 3 1 2 3 1 2 3 1 2 3 1 2 3 1 etc.
Pokok   1 . . . 2 . . . 3 . . . 1 . . . etc.
```

El anterior es el ejemplo más básico de un kotekan telu. En el ejemplo, los números hacen referencia a los diferentes tonos que se están tocando. El kotekan está repitiendo el mismo patrón una y otra vez. En definitiva, el pokok es exactamente el mismo esquema interpretado cuatro veces más lento. El kotekan se divide en polos y sangish de la siguiente manera: 
```
Polos   1 2 . 1 2 . 1 2 . 1 2 . 1 2 . 1 etc.
Sangish . 2 3 . 2 3 . 2 3 . 2 3 . 2 3 . etc.
Pokok   1 . . . 2 . . . 3 . . . 1 . . . etc.
```

Si el pokok cambia, el kotekan le seguirá. Esta es una sencilla muestra que es similar al primer ejemplo excepto que en este caso cambia de dirección.
```
Kotekan 1 2 3 1 2 3 1 2 3 2 1 3 2 1 3 2 etc.
Pokok   1 . . . 2 . . . 3 . . . 2 . . . etc.
```

Nótese que este ejemplo puede repetirse una y otra vez. He aquí una muestra del aspecto de cada una de las partes por separado:
```
Polos   1 2 . 1 2 . 1 2 . 2 1 . 2 1 . 2 etc.
Sangish . 2 3 . 2 3 . 2 3 2 . 3 2 . 3 2 etc.
Pokok   1 . . . 2 . . . 3 . . . 2 . . . etc.
```

A continuación vemos la misma melodía con kotekan empat. La parte llamada polos es la misma que en el ejemplo anterior. Sin embargo, la parte de sangish es muy diferente. 
```
Polos   1 2 . 1 2 . 1 2 . 2 1 . 2 1 . 2 etc.
Sangish 4 . 3 4 . 3 4 . 3   4 3 . 4 3 . etc.
Pokok   1 . . . 2 . . . 3 . . . 2 . . . etc.
```